# 伍氏蛇鰻
伍氏蛇鰻，為輻鰭魚綱鰻鱺目糯鰻亞目蛇鰻科蛇鳗属的其中一種，分布於西太平洋的中國海域，棲息在底層水域，屬肉食性，生活習性不明。

## 擴展閱讀
維基物種上的相關：伍氏蛇鰻